# Pseudophengodes cincinnata
Pseudophengodes cincinnata is een keversoort uit de familie Phengodidae. De wetenschappelijke naam van de soort is voor het eerst geldig gepubliceerd in 1847 door Erichson.